# Colydium carinatum
Colydium carinatum es una especie de coleóptero de la familia Zopheridae.

## Distribución geográfica
Habita en Bogotá (Colombia).